# Jacques Coenraad Hartogs
Jacques Coenraad Hartogs (Rotterdam, 30 november 1879 - Bazel, 6 mei 1932) was de oprichter van de NK (uitspraak eNKa) dat later Algemene Kunstzijde Unie te Arnhem werd.
Hij was zoon van een joodse textielkoopman die na de HBS chemie ging studeren aan de Universiteit van Amsterdam. De textielwinkel verkocht allerlei textielwaren, maar rouwcrêpe (ook 'krip' geheten) was zijn specialiteit. Dit werd veel gedragen door joodse vrouwen in hun rouwjaar. Het werd gefabriceerd door de Britse firma Courtaulds, die sinds enkele jaren kunstzijde produceerde, en bij deze firma ging Jacques aan de slag nadat hij in 1907 zijn doctoraal had behaald. In 1908 trouwde hij in Engeland met Elisabeth Hijman. Hier vond hij een nieuw procedé voor een spinbad uit, maar daar werd geen aandacht aan geschonken. Daarop ging hij terug naar Nederland, promoveerde in 1910 op dit onderwerp, en besloot in Nederland een kunstzijdefabriek op te bouwen.
De keuze viel op Arnhem vanwege het goedkope water en de lage grondprijs. De fabriek heette Enka. Na aanloopmoeilijkheden werd het bedrijf vooral tijdens de Eerste Wereldoorlog rendabel. Het aantal werknemers nam toen toe tot 300. Wel dreigde er soms een tekort aan grondstoffen. Dan werd naar vervangende activiteit gegrepen, zoals een zwavelkoolstoffabriekje dat echter voor nogal wat overlast zorgde. Ter compensatie zorgde de Enka dat het park Zijpendaal, een voormalig landgoed, voor de stad behouden bleef.
Hartogs stond bekend als zeer autoritair, tot in het bemoeizuchtige toe, wat overigens voor die tijd niet ongewoon was. Toch voerde hij een goed personeelsbeleid en bevorderde hij de kwaliteit van zijn medewerkers. Daarbij zorgde hij voor ontspanningsmogelijkheden. Het Enka mannenkoor, de Enka harmonie en dergelijke waren daar voorbeelden van.
De neef van Jacques Coenraad, Jacques Ernest Hartogs, slaagde voor arts in 1922 en werd in 1923 bedrijfsarts bij Enka, een van de eerste van Nederland.
Als zakenman was hij bijzonder gewiekst en wist ook wel te manipuleren, waardoor hij de Hollandsche Kunstzijde Unie te Breda in handen wist te krijgen.
Hij stierf in 1932 te Bazel en werd begraven op de Arnhemse begraafplaats Moscowa. Een deel van zijn erfenis werd bestemd tot startkapitaal voor het Enka pensioenfonds.